# Zdzisław Popławski
Zdzisław Popławski (ur. 12 września 1928 w Warszawie, zm. 10 listopada 2018 tamże) – polski koszykarz, reprezentant Polski, multimedalista mistrzostw Polski.
Jako młody chłopak był Powstańcem Warszawskim o pseudonimie Waldek. Należał do Pułku „Baszta”.
Przez całą swoją karierę występował w drużynie (AZS, Legia) ze swoim bratem Mirosławem.

## Osiągnięcia
- Mistrz Polski (1956[4], 1957)
- Wicemistrz Polski (1953, 1955)
- Brązowy medalista mistrzostw Polski (1952)
- Finalista pucharu Polski (1952, 1957)